# Olofström (comune)
Olofström è un comune svedese di 13 026 abitanti, situato nella contea di Blekinge. Il suo capoluogo è la città omonima.

## Località
Nel territorio comunale sono comprese le seguenti aree urbane (tätort):
| # | Località  | Popolazione |
| - | --------- | ----------- |
| 1 | Olofström | 7.425       |
| 2 | Jämshög   | 1.605       |
| 3 | Kyrkhult  | 1.016       |
| 4 | Vilshult  | 327         |
| 5 | Gränum    | 208         |
| 6 | Hemsjö    | 73          |

## Amministrazione

### Gemellaggi
- Kwidzyn